# Балаклавська залізниця

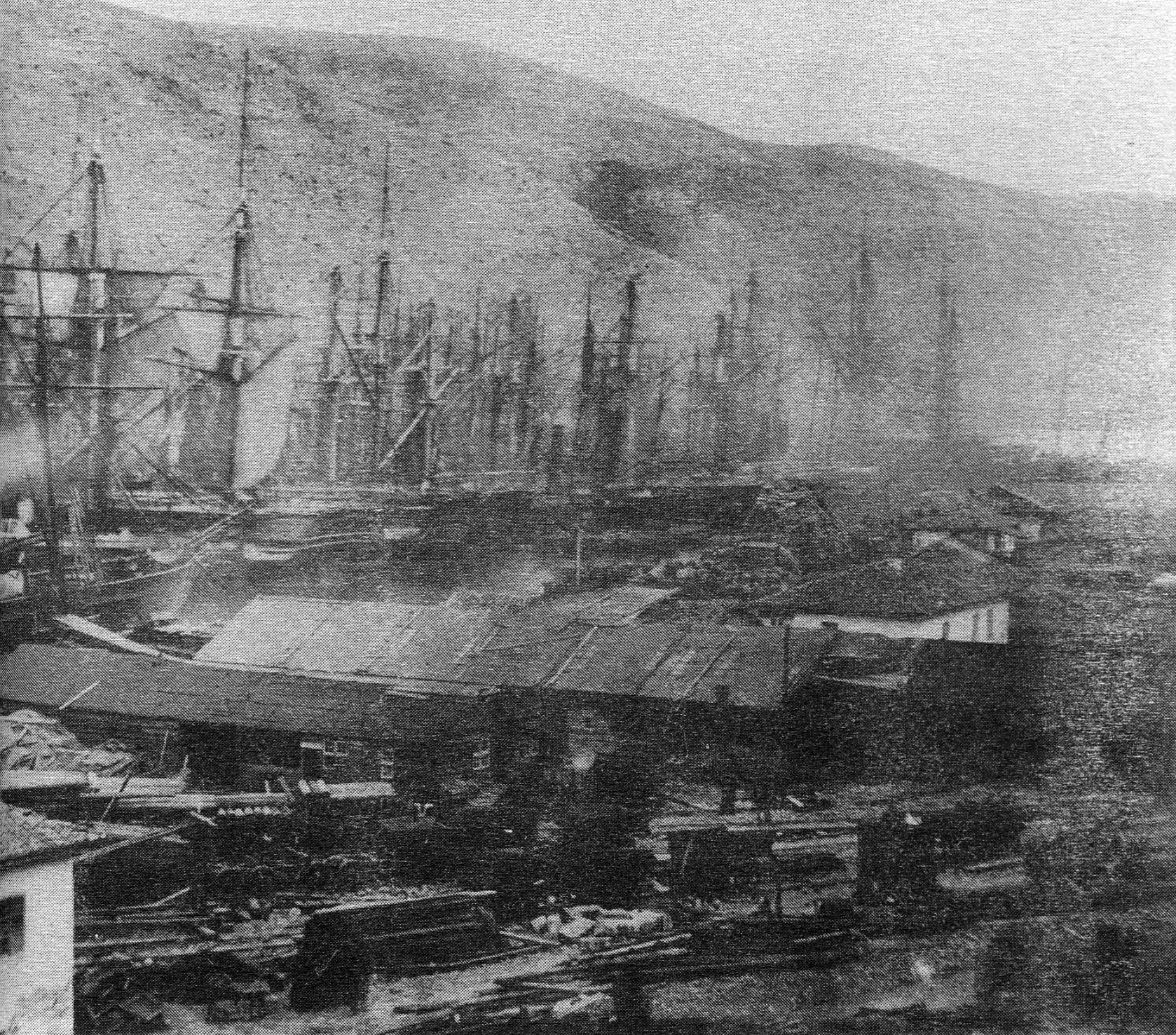
Залізнична станція в Балаклаві

Балаклавська залізниця або Велика Кримська Центральна залізниця (англ. Grand Crimean Central Railway) — військово-польова залізниця стандартної колії, побудована в 1855 році під час Кримської війни. Загальна довжина залізниці становила близько 23 км. Мета будівництва цієї залізниці полягала в постачанні для армій союзників, які брали участь в облозі Севастополя. Вперше в історії на цій залізниці було сформовано санітарний поїзд. 
Залізниця була побудована без укладання договору британським залізничним будівельником-підрядником Самуелем Мортоном Пето. Будівництво залізниці було розпочато після трьох тижнів з дня доставки матеріалів і запасних частин. Перші 11 км колії були побудовані протягом семи тижнів. Дана залізниця відігравала значну роль в успішній облозі союзниками Севастополя. Після закінчення війни залізниця була розібрана і продана.

## Початок облоги
28 березня 1854 року Велика Британія та Французька імперія на підтримку Османської імперії оголосили війну Російській імперії. У кінці літа 1854 року лорд Раглан, командувач британськими силами, після спільного обговорення планів бойових дій ухвалив рішення про доцільність облоги Севастополя, головної бази Чорноморського флоту Росії. 
Після висадки союзних сил поблизу Севастополя британською стороною була створена база в порту Балаклава за 13 км від Севастополя. Велика частина суші між Балаклавою і Севастополем перебувала на плато, на висоті приблизно 183 м над рівнем моря. Міста були пов'язані вузькою дорогою. 
Облога Севастополя вкрай затягнулася. Всупереч очікуванням про короткостроковість його облоги, положення загострювало й наближення зими, відсутність нормальних сухопутних шляхів. Все це вимагало від союзного командування вирішення питання про постійне і безперебійне постачання військ.

## Передумови будівництва залізниці

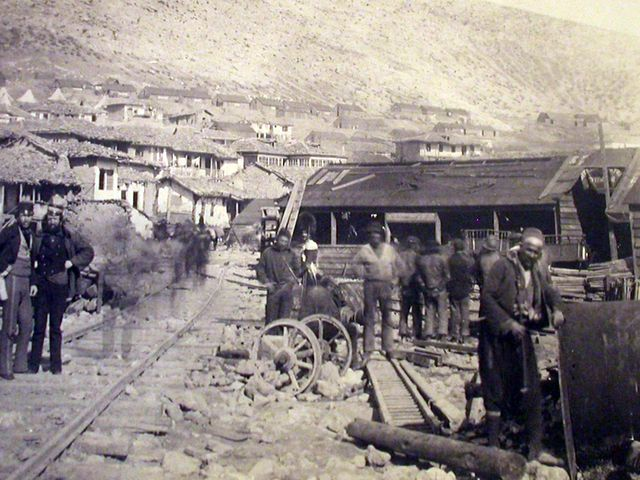
Залізниця в Балаклаві

Про погіршені умови бойових дій стало відомо в основному завдяки кореспонденту газети The Times Вільяму Говард Расселу. Дізнавшись про ці новини, Самуель Мортон Пето, один з провідних будівельників-підрядчиків залізниць в той час, зі своїми партнерами запропонував будівництво залізниці без всяких комерційних умов. Він обіцяв побудувати залізницю через три тижні після висадки союзників у Балаклаві. Пропозиція була прийнята, і підрядники почали отримувати будівельні матеріали, кошти на придбання або оренду суден, а також наймати будівельників. Флот з матеріалами і робітниками відплив 21 грудня і на початку лютого прибув до Балаклави. 
Тим часом, Джеймс Бітті, один з партнерів Пето при будівництві залізниць у Європі і Північній Америці, був призначений головним інженером будівництва. Лінія була обстежена Дональдом Кемпбеллом, який брав участь також у будівництві та експлуатації залізниць в Європі і Північній Америці. Першочергово завданням Кемпбелла було визначення місця вивантаження матеріалів, створення бази для будівництва колії. З наявних маршрутів Кемпбелл вирішив дотримуватися існуючих доріг. 

## Будівництво та конструкція
8 лютого 1855 року, менш ніж через тиждень після висадки та розвантаження обладнання і матеріалів, почалося будівництво самої залізниці. Заради будівництва британські кораблі доставили в Балаклаву 1,8 тисяч рейок, 6 тисяч шпал, 300 тонн дощок та 2 локомотиви. Пробний монтаж стаціонарних двигунів (придбали два, на випадок поломки одного з них) був зроблений до 10 лютого.
В березні залізниця досягла плато Сапун-гори. У травні будівництво було завершено. Залізниця проходила по обох берегах Балаклавської бухти, через село Кадикой йшла на північ. Далі вона розгалужувалася: одна лінія йшла до Воронцовської дороги (закінчувалася біля Сапун-гори), де розташовувалися британські війська. Інша йшла до Федюхіних висот, де стояли війська сардинців.
Потяги інколи були неспроможні тягнути вантаж на схилах, тоді могутні ломові коні та мули тягнули потяги вгору. У зворотньому напрямку потяги спускалися за інерцією.

## Рухомий склад

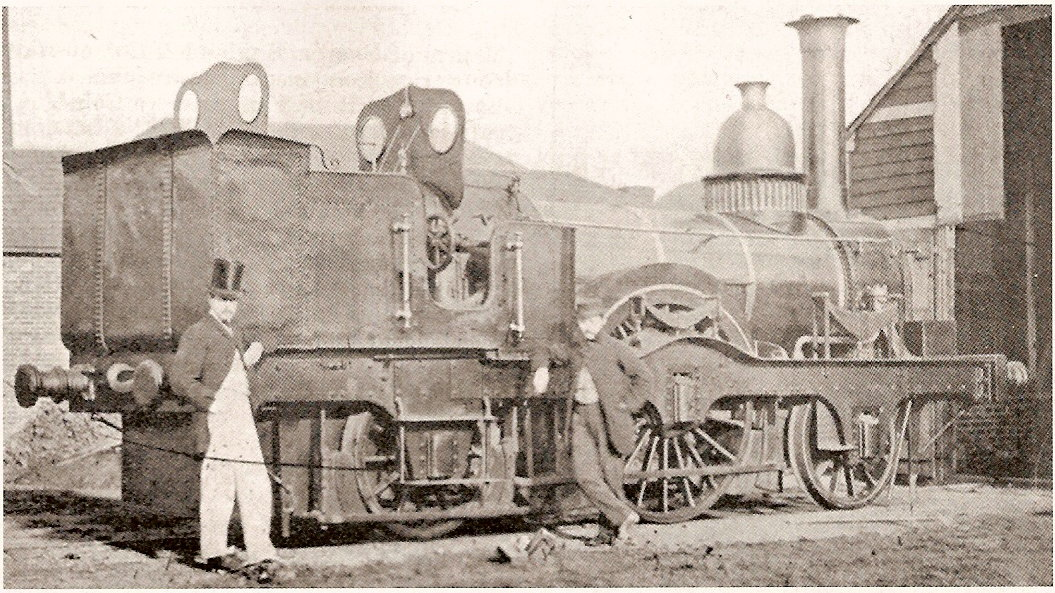
Один з паровозів типу 1-1-1, які працювали на Кримській залізниці

Перші локомотиви стали використовуватися з 8 листопада, але було вже надто пізно, щоб зміна тяги змогла хоч якось вплинути на ефективність перевезень і тим самим на результати бойових дій і облоги. Локомотиви не були ефективними, оскільки не могли впоратися навіть з легкими ухилами колії між Балаклавою і Кадиківкою. На залізниці, можливо, використовувалося п'ять паротягів, але крім паротягу Swan типу 1-1-1, побудованого на заводі Кру, про решту не залишилося ніяких відомостей.

## Подальша історія залізниці
Загальна довжина залізниці в цілому склала близько 23 км. Після закінчення війни російський уряд розібрав колії і продав їх Османській імперії. Інше обладнання, завезене союзниками, у тому числі паровози й вагони, надалі було продано в Аргентину.